# Mathieu Debuchy
Mathieu Debuchy (pronunciación en francés: ma.tjø də.by.ʃi; Fretin, Francia, 28 de julio de 1985) es un exfutbolista francés que jugaba como defensa.

## Trayectoria

### Lille OSC

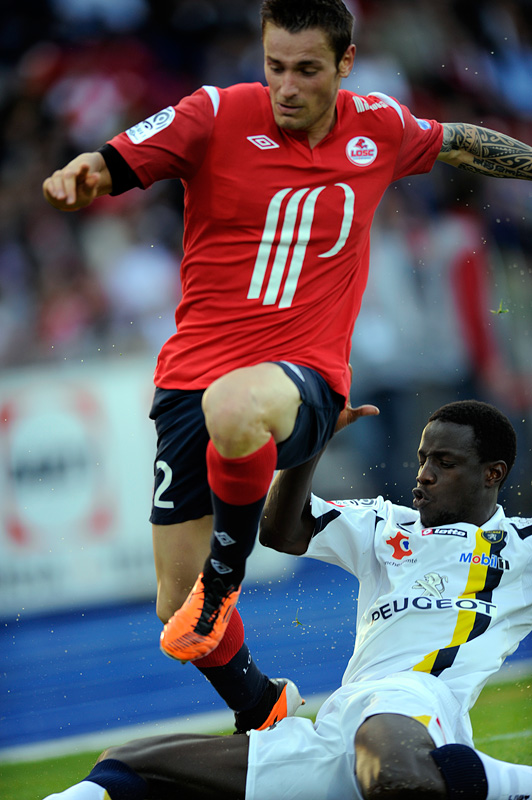
Debuchy jugando para Lille en 2011.

Debuchy comenzó su carrera jugando para el club de su ciudad natal Union Sportive Frétin, antes de unirse al Lille OSC a la edad de ocho años. Después de pasar una década en la cantera del Lille, fue promovido al primer equipo tras el parón invernal de la temporada 2003-04. Se le dio el dorsal 33 y al mismo tiempo, hizo su debut profesional y la primera apertura el 31 de enero de 2004 en un partido de liga contra el FC Metz. Jugó todo el partido, el Lille consiguió una victoria por 1-0. Hizo cinco apariciones, que incluyó dos titularidades y tres suplencias.
La temporada siguiente, cambió al número 2 y su tiempo de juego aumentó considerablemente. Apareció en 19 partidos y marcó tres goles. Su primer gol como profesional llegó ante el Burdeos. Debuchy anotó el gol en el primer minuto del partido. El Lille acabó segundo en la Ligue 1 y, como resultado, la clasificación para la Liga de Campeones de la UEFA. También fue fundamental en el equipo en la ronda 16 en la temporada 2004-05 de la Champions, donde el club fue eliminado por el AJ Auxerre.
Se convirtió en un fijo en el once inicial durante la temporada 2005-06. El 26 de marzo de 2006, se lesionó los ligamentos de la rodilla en un partido de liga contra el Estrasburgo. Estuvo sin jugar seis meses. Como resultado de la lesión, se perdió el Campeonato Europeo Sub-21 2006 de la UEFA. Una semana después de lesionarse, el 4 de abril, los funcionarios del Lille ampliaron su contrato hasta 2010.
Debuchy firmó una ampliación de contrato el 28 de febrero de 2011, que lo vincularía al club hasta 2015. Esa temporada jugó un papel decisivo en el progreso del equipo en la final de la Copa de Francia, que jugó los cinco partidos que disputó el equipo. En la final, jugó todo el partido. El Lille derrotó al PSG por 1-0 en el Stade de France. Una semana después, el equipo se llevó el campeonato de la Ligue 1 por el empate a 2 ante el PSG. Moussa Sow anotó el segundo gol del Lille. El resultado significa que los jugadores habían conseguido el campeonato de Liga por primera vez desde la temporada 1953-54 y el primer doblete del club desde la temporada 1945-46. La copa doméstica y título de la liga fueron los dos primeros títulos nacionales de la carrera de Debuchy.
La temporada siguiente, su equipo comenzó con un empate a 1 ante el AS Nancy, el 6 de agosto de 2011. El Lille perdió 5-4 ante el Burdeos el 12 de febrero de 2012, anotando el tercer gol del Lille. Ludovic Obraniak anotó el gol ganador en el minuto 90. El fin de semana siguiente, el Lille volvió a perder, con una derrota por 1-0 ante el FC Lorient. Debuchy comenzó y jugó los 90 minutos en todos los partidos del grupo seis de la Liga de Campeones de la UEFA de la temporada. Su equipo acabó último de su grupo compacto y se quedó fuera debido a un empate 0-0 con el Trabzonspor en la última jornada. La campaña fue un enorme éxito de Debuchy a nivel personal por su gran avance en el equipo francés, además de ser galardonado por la UNFP con el premio Equipo del Año. Después de la temporada, el director del Lille, Rudi García, describió al jugador diciendo varias cosas buenas sobre él.

### Newcastle United
Debuchy llegó al club inglés Newcastle United el 4 de enero de 2013, firmó un contrato por cinco años y medio hasta el verano 2018, por una suma aún no revelada, pero se estima que fue por 5 500 000 de euros. Debutó con el Newcastle United el 12 de enero de 2013 contra el Norwich City. El 27 de octubre de 2013, anotó su primer gol con el Newcastle United en el Derby Tyne-Wear ante el Sunderland en el Estadio de la Luz, para igualar el marcador pero finalmente fueron derrotados 2-1.

### Arsenal FC

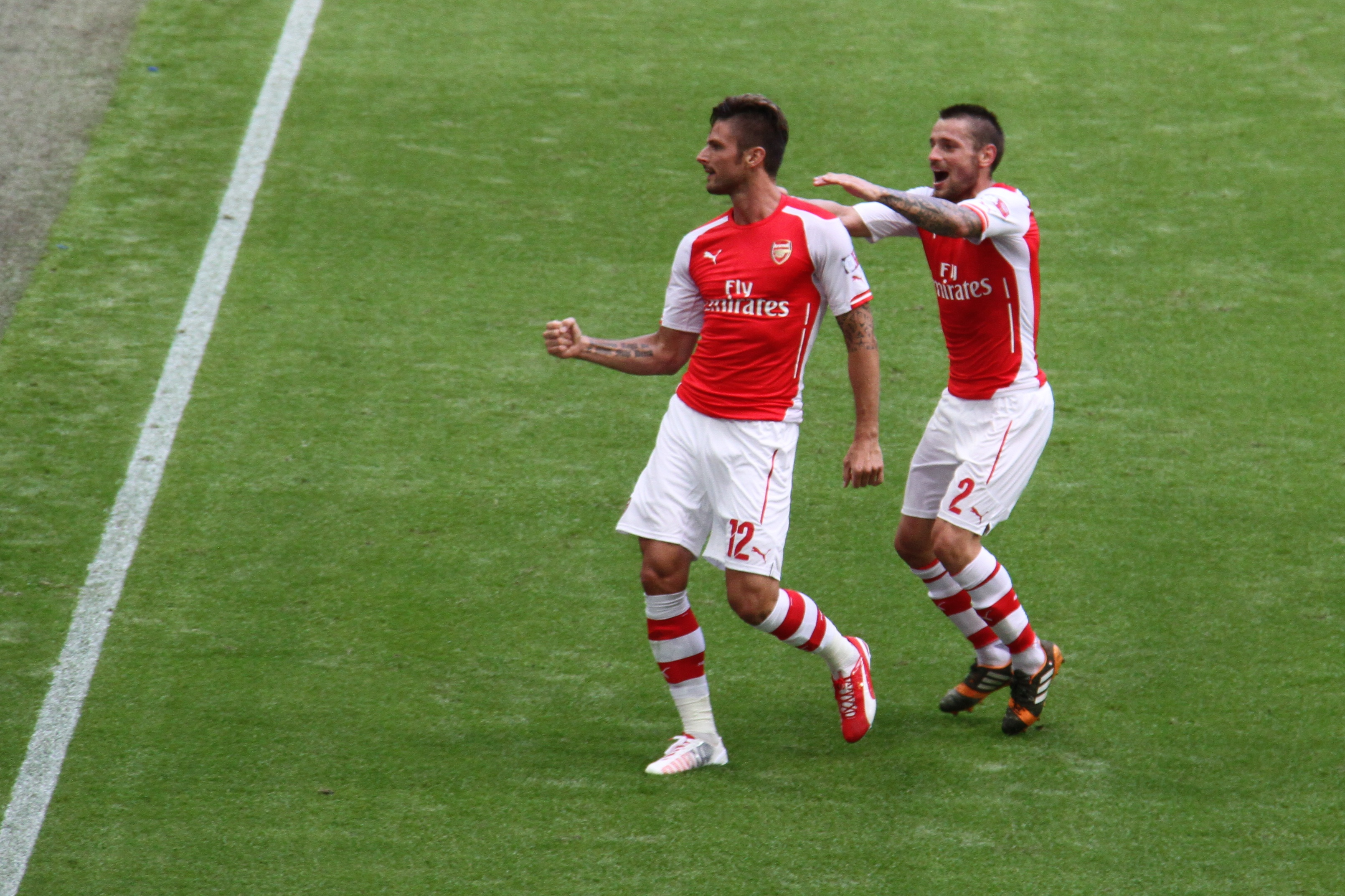
Debuchy en su debut con el Arsenal FC en el Community Shield 2014 con Olivier Giroud.

El 17 de julio de 2014, se hizo oficial el fichaje de Debuchy al Arsenal FC de la Premier League, el monto del traspaso se estimó en unos 15 millones de euros. Se le dio la camiseta número 2 de su compatriota Abou Diaby, quien tomó el número 24. Debuchy dijo: «Jugar de nuevo en la Liga de Campeones es una gran emoción para mí y voy a hacer mi mejor esfuerzo para ayudar al Arsenal a competir por los trofeos».
Hizo su debut para el Arsenal en la victoria 3-0 en el Community Shield 2014 en Wembley sobre los campeones de la liga, el Manchester City, el 10 de agosto de 2014. Seis días después debutó en la Premier League por primera vez como un jugador del Arsenal en donde dio un tiro en tiempo añadido que fue interceptado y convertido por Aaron Ramsey para una victoria por 2-1 en casa, contra el Crystal Palace. Debuchy fue expulsado por doble amonestación el 27 de agosto en la victoria del Arsenal sobre el Beşiktaş en los play-offs de la Champions League.
El 13 de septiembre de 2014, Debuchy sufrió una lesión en sus ligamentos del tobillo, cerca del final, en un empate 2-2 ante el Manchester City. Se le administró oxígeno y fue llevado fuera del terreno de juego en camilla. Después de una cirugía en el tobillo, no pudo jugar durante tres meses. Regresó al primer equipo ante el Galatasaray en un partido de Liga de Campeones el 9 de diciembre. Doce días después, anotó su primer gol para el club, en el empate 2-2 ante el Liverpool en Anfield. El 11 de enero de 2015, Debuchy sufrió una lesión en un juego contra el Stoke City. Posteriormente, tuvo una operación en su hombro dislocado, y fue descartado durante otros tres meses.
Durante su estadía en el Arsenal su nivel se vio muy mermado por las constantes y largas lesiones, además del gran nivel del joven lateral derecho Héctor Bellerín, llevaron a que Debuchy perdiera el puesto de titular y cuando intento recuperar su nivel se le notó falta de confianza y no tuvo muy buenas actuaciones. Por lo que en mitad de la temporada 2015/16 y tras un año y medio en el Arsenal, es cedido a préstamo al Burdeux de Francia.
El 22 de julio de 2016, Debuchy regresa al Arsenal FC durante la pretemporada, jugando la primera mitad del empate 1-1 contra el RC Lens de Francia. Hizo su aparición en la Premier League contra el Bournemouth en el Emirates Stadium, pero tuvo que dejar el campo lesionado a los 16 minutos, partido que ganaron los Gunners 3-1, descartándolo hasta mediados de enero de 2017.

### Girondins de Bordeaux
El 1 de febrero de 2016, en mitad de la temporada 2015/16 y tras un año y medio en el Arsenal, es cedido a préstamo al Girondins de Bordeaux de la Ligue 1 hasta el final de la temporada.

### Saint-Étienne
El 31 de enero de 2018 se hace oficial su fichaje por el Saint-Étienne de la Ligue 1 francesa.

## Selección nacional

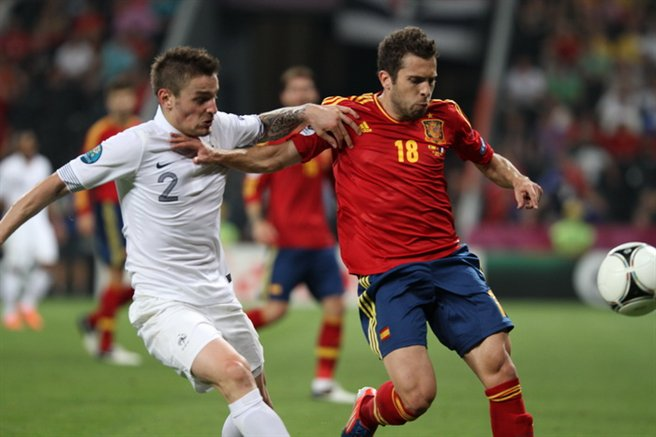
Debuchy jugando para Francia en los cuartos de final de la Eurocopa 2012.

Debuchy jugó con la selección francesa sub-21. El 5 de agosto de 2010, Debuchy fue llamado a la selección absoluta por primera vez por el nuevo director técnico Laurent Blanc para disputar el partido amistoso contra la selección noruega el 11 de agosto de 2010, pero no jugó su primer partido sino hasta noviembre de 2011. El 27 de mayo de 2012, anotó su primer gol en la selección francesa en un partido amistoso contra la selección de Islandia. El 29 de mayo de 2012, Blanc convocó a Debuchy en su lista final de 23 jugadores para disputar la Eurocopa en Polonia y Ucrania de ese mismo año. Mathieu comenzó como lateral derecho para el partido inaugural de "Les Bleus" contra la selección inglesa, ayudando a su equipo con un empate 1-1 en el que su actuación fue aclamada como "sobresaliente" y "excelente". El 15 de junio, jugó los 90 minutos del segundo partido de la fase de grupos, "Les Bleus" derrotaron 0-2 a los coanfitriones Ucrania.
El 13 de mayo de 2014, el entrenador de la selección francesa Didier Deschamps incluyó a Debuchy en la lista final de 23 jugadores que representaron a Francia en la Copa Mundial de 2014. Jugó todos los partidos con Francia, excepto uno en la fase de grupos contra Ecuador.

### Participaciones en Copas del Mundo
| Mundial           | Sede   | Resultado        | Partidos | Goles |
| ----------------- | ------ | ---------------- | -------- | ----- |
| Copa Mundial 2014 | Brasil | Cuartos de final | 5        | 0     |

## Estadísticas
Actualizado al último partido en su carrera deportiva.
| Lille O. S. C. "II" Francia | 4.ª           | 2002-03       | 15  | 0  | —  | — | —  | — | 15  | 0  |
| Lille O. S. C. "II" Francia | 4.ª           | 2003-04       | 15  | 1  | —  | — | —  | — | 15  | 1  |
| Lille O. S. C. "II" Francia | Total club    | Total club    | 30  | 1  | 0  | 0 | 0  | 0 | 30  | 1  |
| Lille O. S. C. Francia | 1.ª           | 2003-04       | 6   | 0  | 1  | 0 | —  | — | 7   | 0  |
| Lille O. S. C. Francia | 1.ª           | 2004-05       | 19  | 3  | 4  | 0 | 10 | 1 | 33  | 4  |
| Lille O. S. C. Francia | 1.ª           | 2005-06       | 27  | 4  | 3  | 0 | 6  | 0 | 36  | 4  |
| Lille O. S. C. Francia | 1.ª           | 2006-07       | 22  | 1  | 4  | 0 | 5  | 0 | 31  | 1  |
| Lille O. S. C. Francia | 1.ª           | 2007-08       | 16  | 0  | 2  | 0 | —  | — | 18  | 0  |
| Lille O. S. C. Francia | 1.ª           | 2008-09       | 30  | 0  | 4  | 1 | —  | — | 34  | 1  |
| Lille O. S. C. Francia | 1.ª           | 2009-10       | 31  | 1  | 2  | 0 | 5  | 0 | 38  | 1  |
| Lille O. S. C. Francia | 1.ª           | 2010-11       | 35  | 2  | 8  | 0 | 6  | 0 | 49  | 2  |
| Lille O. S. C. Francia | 1.ª           | 2011-12       | 32  | 5  | 5  | 0 | 6  | 0 | 43  | 5  |
| Lille O. S. C. Francia | 1.ª           | 2012-13       | 15  | 0  | 2  | 0 | 3  | 0 | 20  | 0  |
| Lille O. S. C. Francia | Total club    | Total club    | 233 | 16 | 35 | 1 | 41 | 1 | 309 | 18 |
| Newcastle United F. C. Inglaterra | 1.ª           | 2012-13       | 14  | 0  | 0  | 0 | 0  | 0 | 14  | 0  |
| Newcastle United F. C. Inglaterra | 1.ª           | 2013-14       | 29  | 1  | 3  | 0 | —  | — | 32  | 1  |
| Newcastle United F. C. Inglaterra | Total club    | Total club    | 43  | 1  | 3  | 0 | 0  | 0 | 46  | 1  |
| Arsenal F. C. Inglaterra | 1.ª           | 2014-15       | 10  | 1  | 2  | 0 | 3  | 0 | 15  | 1  |
| Arsenal F. C. Inglaterra | 1.ª           | 2015-16       | 2   | 0  | 2  | 0 | 3  | 0 | 7   | 0  |
| F. C. Girondins de Burdeos Francia | 1.ª           | 2015-16       | 9   | 0  | 0  | 0 | —  | — | 9   | 0  |
| F. C. Girondins de Burdeos Francia | Total club    | Total club    | 9   | 0  | 0  | 0 | 0  | 0 | 9   | 0  |
| Arsenal F. C. Inglaterra | 1.ª           | 2016-17       | 1   | 0  | 0  | 0 | 0  | 0 | 1   | 0  |
| Arsenal F. C. Inglaterra | 1.ª           | 2017-18       | 0   | 0  | 3  | 0 | 4  | 1 | 7   | 1  |
| Arsenal F. C. Inglaterra | Total club    | Total club    | 13  | 1  | 7  | 0 | 10 | 1 | 30  | 2  |
| A. S. Saint-Étienne Francia | 1.ª           | 2017-18       | 15  | 4  | 0  | 0 | —  | — | 15  | 4  |
| A. S. Saint-Étienne Francia | 1.ª           | 2018-19       | 24  | 4  | 0  | 0 | —  | — | 24  | 4  |
| A. S. Saint-Étienne Francia | 1.ª           | 2019-20       | 21  | 1  | 7  | 1 | 4  | 0 | 32  | 2  |
| A. S. Saint-Étienne Francia | 1.ª           | 2020-21       | 26  | 2  | 0  | 0 | —  | — | 26  | 2  |
| A. S. Saint-Étienne Francia | Total club    | Total club    | 86  | 11 | 7  | 1 | 4  | 0 | 97  | 12 |
| Valenciennes F. C. Francia | 2.ª           | 2021-22       | 29  | 0  | 0  | 0 | —  | — | 29  | 0  |
| Valenciennes F. C. Francia | 2.ª           | 2022-23       | 24  | 1  | 1  | 0 | —  | — | 25  | 1  |
| Valenciennes F. C. Francia | Total club    | Total club    | 53  | 1  | 1  | 0 | 0  | 0 | 54  | 1  |
| Total carrera | Total carrera | Total carrera | 467 | 31 | 53 | 2 | 55 | 2 | 575 | 35 |
| (1)Incluye datos de la Copa de Francia (2003/04, 2004/05, 2005/06, 2006/07, 2007/08, 2008/09, 2009/10, 2010/11 y 2011/12), Copa de la Liga de Francia (2004/05, 2005/06, 2006/07, 2007/08, 2008/09, 2009/10, 2010/11, 2011/12 y 2012/13), Supercopa de Francia (2011), Copa de la Liga de Inglaterra (2013/14) y Community Shield (2014). (2)Incluye datos de la Copa Intertoto de la UEFA (2004), Copa de la UEFA (2004/05 y 2005/06), Liga de Campeones de la UEFA (2005/06, 2006/07, 2011/12, 2012/13 y 2014/15) y Liga Europea de la UEFA (2009/10 y 2010/11). |               |               |     |    |    |   |    |   |     |    |

## Palmarés

### Títulos nacionales
| Título           | Club           | País       | Año  |
| ---------------- | -------------- | ---------- | ---- |
| Copa de Francia  | Lille O. S. C. | Francia    | 2011 |
| Ligue 1          | Lille O. S. C. | Francia    | 2011 |
| Community Shield | Arsenal F. C.  | Inglaterra | 2014 |
| FA Cup           | Arsenal F. C.  | Inglaterra | 2015 |
| Community Shield | Arsenal F. C.  | Inglaterra | 2015 |
| FA Cup           | Arsenal F. C.  | Inglaterra | 2017 |

## Vida personal
En junio de 2007 se casó con Ludivine y tienen 3 hijos. Manon, nacido el 3 de abril de 2006; Lukas nacido el 14 de junio de 2007 y Lalou, que nació en 2010. Debuchy tiene tatuados el nombre de su esposa y la fecha de su boda. También tiene tatuados los nombres de sus hijos y sus fechas de nacimiento en sus piernas y espalda.